# Yves Bélanger (directeur de la photographie)
Pour les articles homonymes, voir Yves Bélanger et Bélanger.
Yves Bélanger, né le 7 juillet 1960 à Montréal, est un directeur de la photographie québécois. Il a travaillé sur des films de réalisateurs tels qu'Alain DesRochers, Xavier Dolan et Clint Eastwood, et il est un collaborateur fréquent de Jean-Marc Vallée.
En 2016, il reçoit le prix Écrans canadiens dans la catégorie Meilleures images de l'Académie canadienne du cinéma et de la télévision pour son travail sur le film Brooklyn.

## Biographie
Bélanger a grandi à Sainte-Foy, au Québec.
Son premier intérêt pour le cinéma est apparu à l'âge de huit ans, lorsque son père lui a montré 2001, l'Odyssée de l'espace, et à 13 ans, il a commencé à faire ses premiers courts métrages. Il a étudié le cinéma à l'Université Concordia, où il envisageait de devenir réalisateur ou directeur de la photographie, décidant finalement pour le dernier. Il est diplômé d'un BFA en 1984.
Bélanger a commencé à travailler comme directeur de la photographie en 1989, travaillant d'abord sur des vidéoclips avant de passer à la publicité. Il commence à travailler sur des films et des séries télévisées en 1995, aux côtés de réalisateurs dont Alain DesRochers, Jean-Claude Lord et Alan Metter. Il a d'abord été reconnu en 2001 avec le court métrage Killing Time, pour lequel il a reçu une nomination pour le prix de la Société canadienne des cinéastes. Il a travaillé sur un autre court métrage, Wildflowers, qui a remporté un prix CSC en 2003, et il a reçu une troisième nomination pour le film de 2006 Cheech. Il a tourné Laurence Anyways (2012) avec le réalisateur Xavier Dolan, qui lui a valu une nomination aux Camerimage Award.
Après avoir terminé Laurence Anyways, Bélanger est contacté par le réalisateur Jean-Marc Vallée, qui lui propose de travailler sur son prochain film Dallas Buyers Club (2013). Bélanger et Vallée se connaissaient depuis une vingtaine d'années mais n'avaient jamais travaillé ensemble auparavant. Dallas Buyers Club a marqué la percée de Bélanger dans l'industrie cinématographique grand public; il avait 53 ans à l'époque. Un an plus tard, lui et Vallée collaborent une seconde fois sur Wild (2014). Le film, qui parle d'une femme qui parcourt le Pacific Crest Trail, sentier de grande randonnée de l'ouest américain, a été tourné avec un petit budget avec une équipe minimale et principalement des caméras portatives,. Sa cinématographie sur Wild  areçu une nomination Camerimage.

Bélanger a ensuite tourné le film d'époque Brooklyn (2015), réalisé par John Crowley . Il s'est impliqué après que Bruna Papandrea (en), l'une des productrices de Wild, ait présenté Bélanger à Crowley. Pour Brooklyn, il a reçu un prix de l'Académie canadienne du cinéma et de la télévision  pour la meilleure photographie. Sa troisième collaboration avec Vallée s'est produite sur le film Demolition, sorti en 2016, et leur quatrième, sur la mini-série HBO Big Little Lies en 2017

## Filmographie
Comme directeur de la photographie
- 1997 : La Conciergerie de Michel Poulette
- 2006 : Cheech
- 2007 : Ma fille, mon ange
- 2010 : Cabotins de Alain DesRochers
- 2011 : Gerry
- 2011 : Frisson des collines
- 2011 : Opération Casablanca
- 2012 : Laurence Anyways de Xavier Dolan
- 2013 : Dallas Buyers Club de Jean-Marc Vallée
- 2014 : Wild de Jean-Marc Vallée
- 2014 : La Petite Reine
- 2015 : Brooklyn
- 2016 : Demolition de Jean-Marc Vallée
- 2016 : Oppression de Farren Blackburn
- 2017 : Cheval Indien
- 2018 : La Mule (The Mule) de Clint Eastwood
- 2019 : Séduis-moi si tu peux ! (Long Shot) de Jonathan Levine
- 2019 : Matthias et Maxime de Xavier Dolan
- 2019 : Le Cas Richard Jewell (Richard Jewell) de Clint Eastwood
- 2019 : Merci pour tout de Louise Archambault
- 2024 : Juré N°2 de Clint Eastwood